# Vauxhall Motors

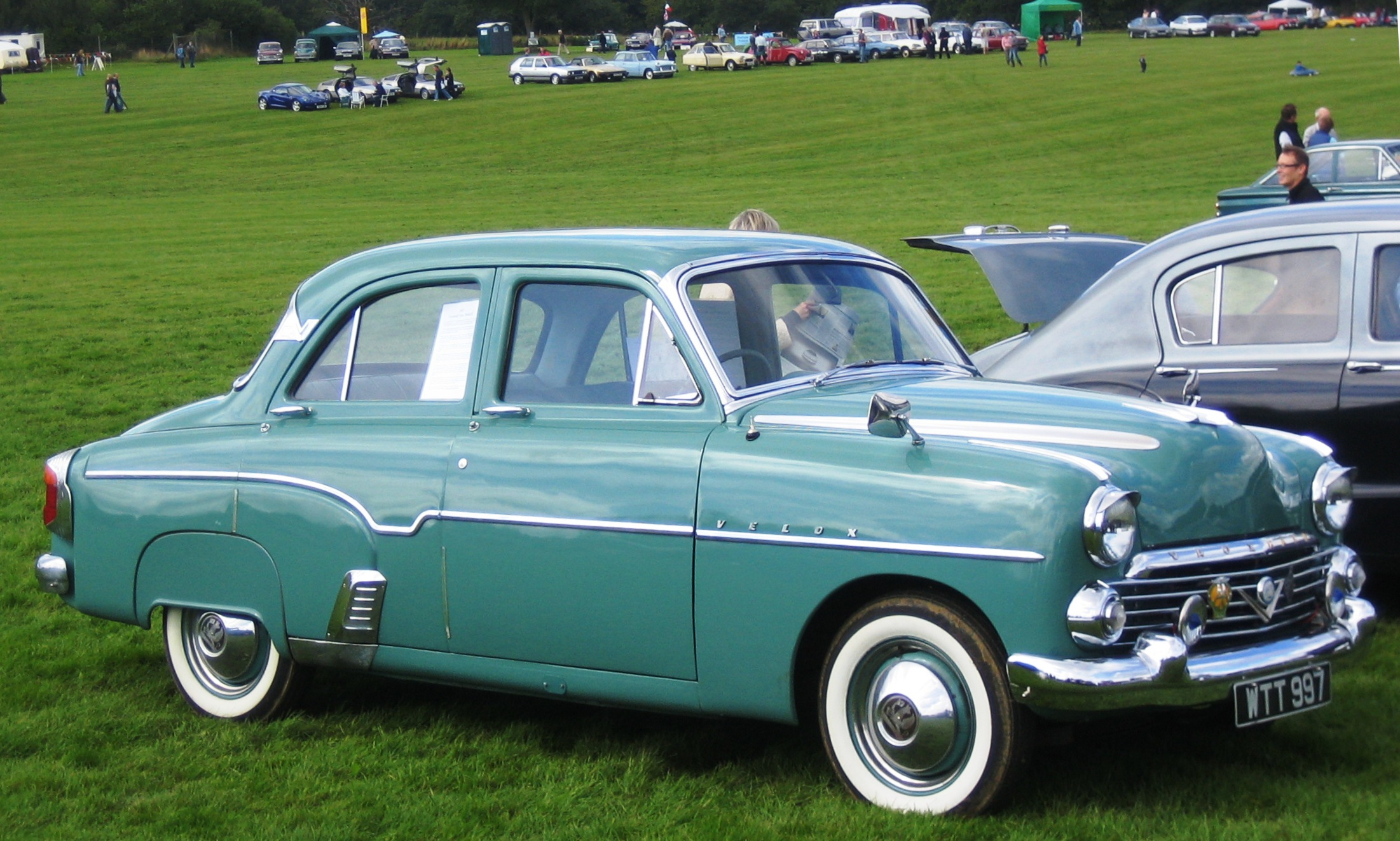
Vauxhall Velox 1957

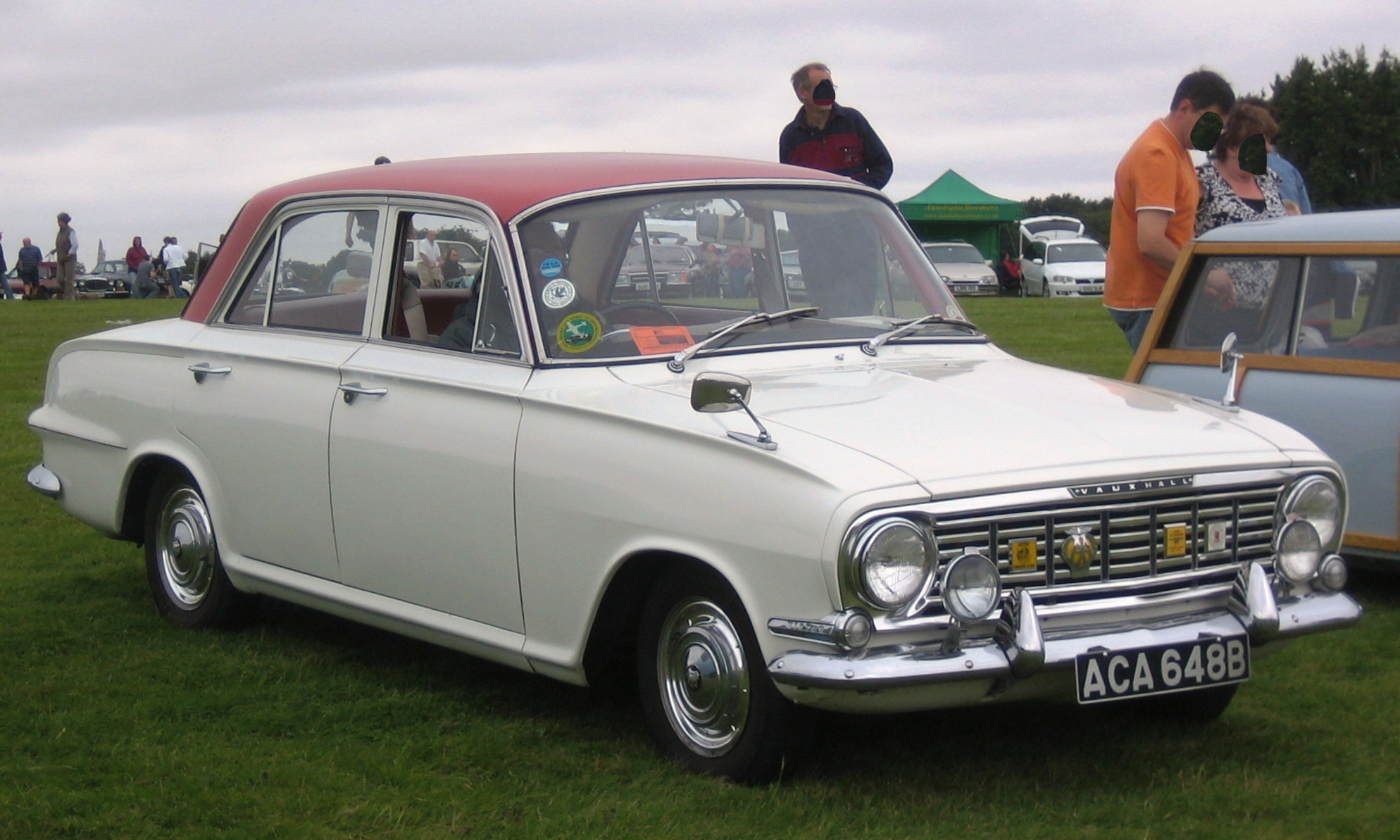
Vauxhall Victor FB 1964

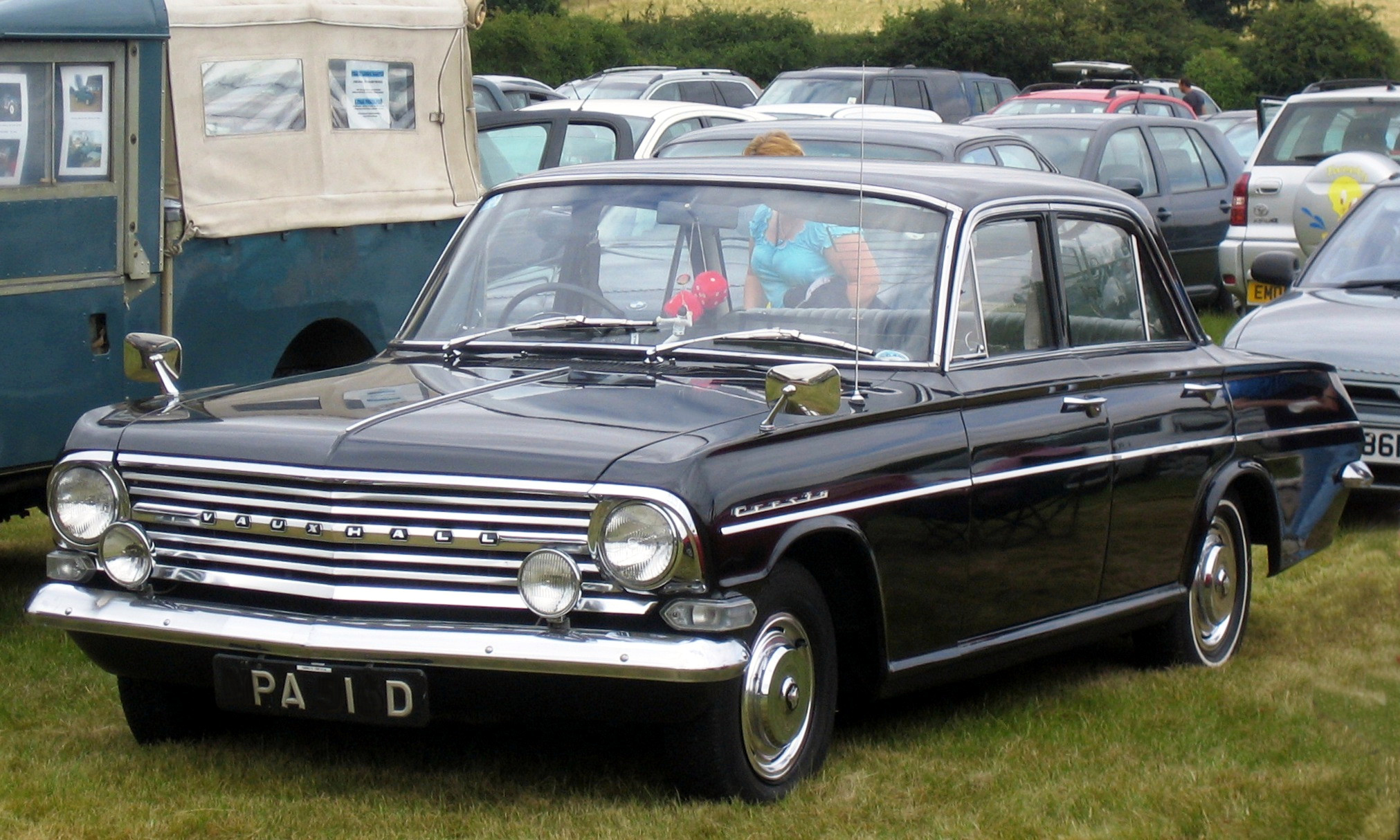
Vauxhall Cresta PB 1966

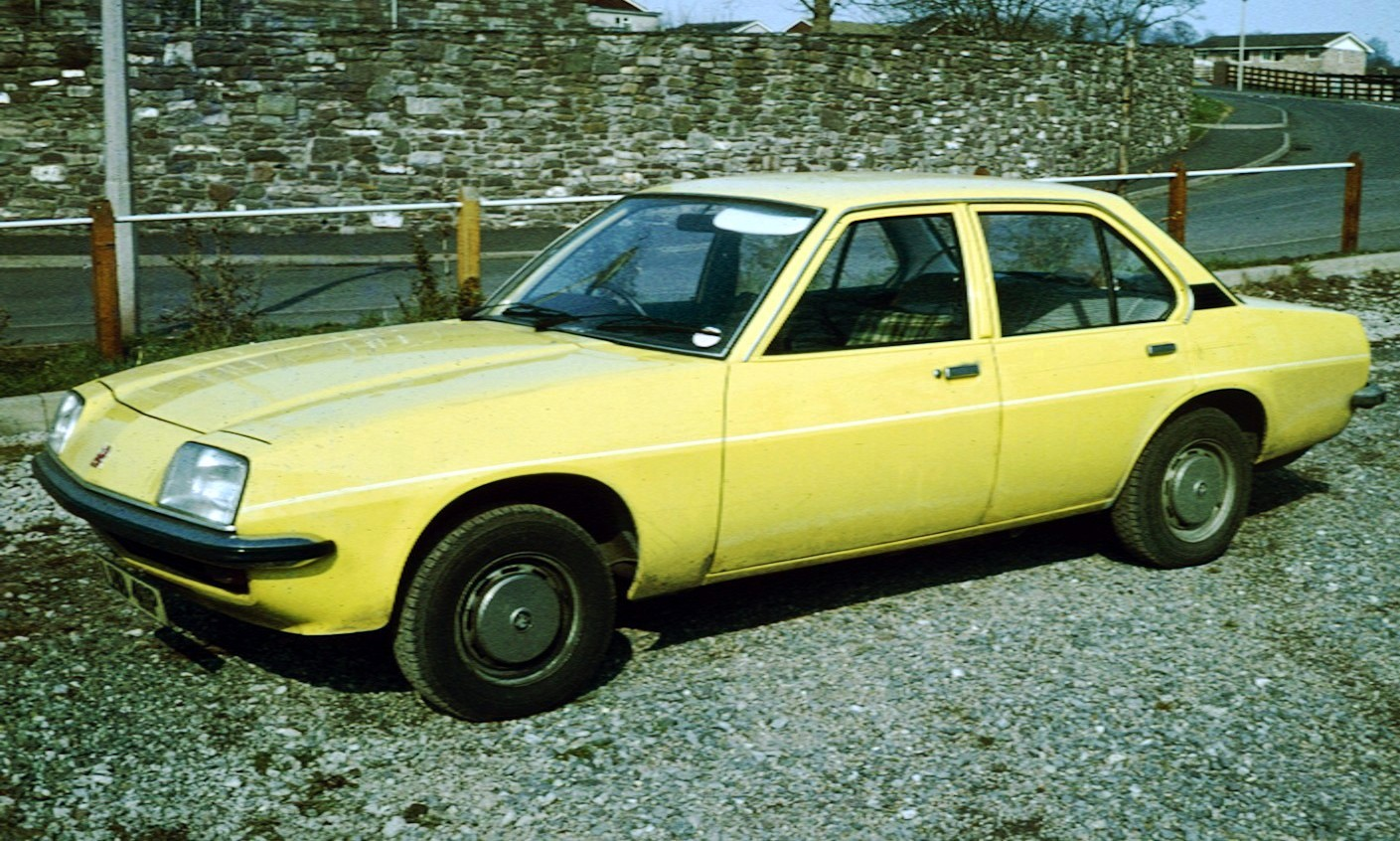
Vauxhall Cavalier I ca.1976

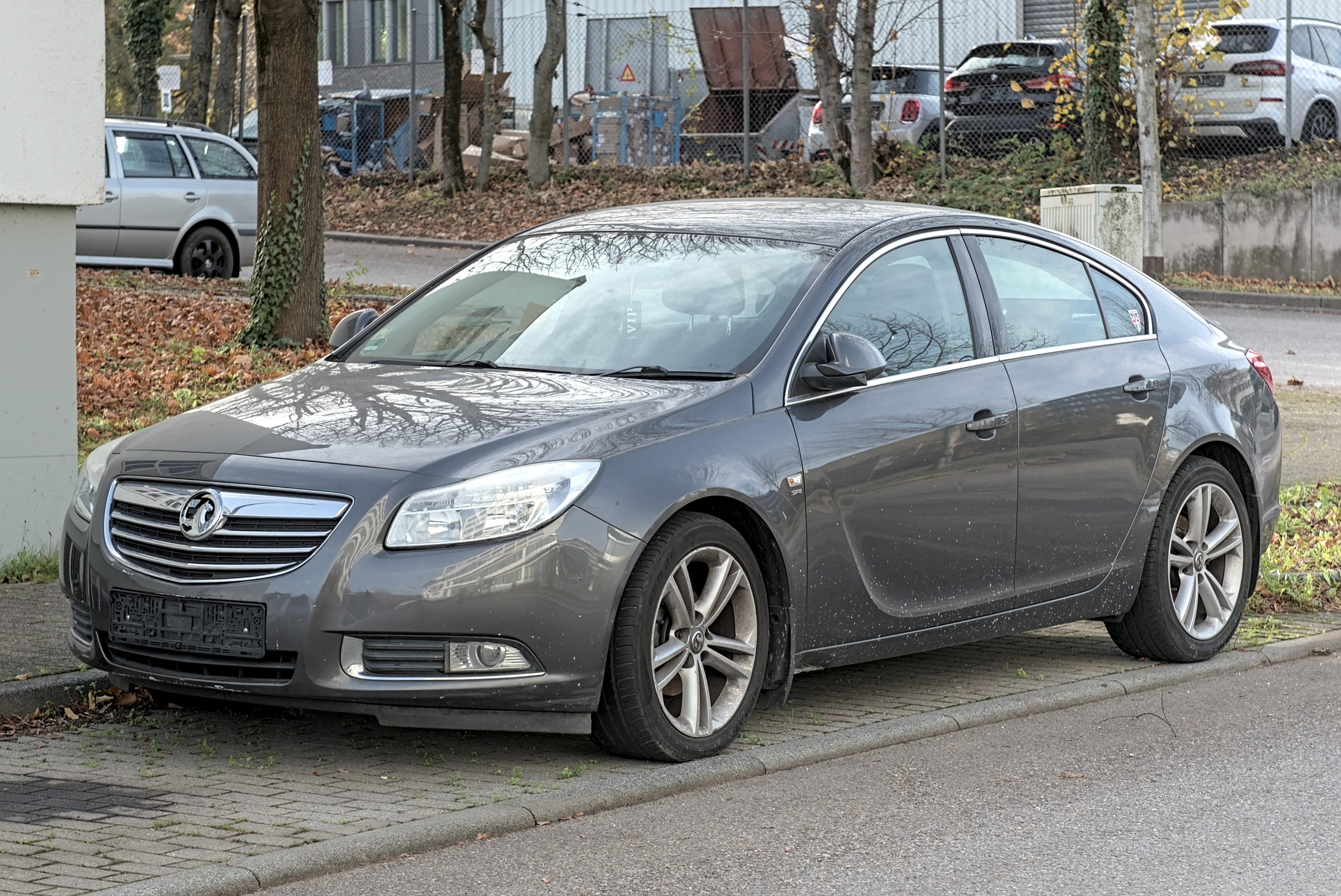
Vauxhall Insignia 2009

Vauxhall is een Engels automerk dat in het verleden ook motorfietsen produceerde.

## Naam
De merknaam is afgeleid van Falkes de Breauté, hoofd van huurlingen van koning Jan zonder Land, die een groot huis bewoonde ten zuiden van de Theems (rond 1216). Dit huis kreeg de naam Fa(u)lke's Hall wat later verbasterde via Foxhall naar uiteindelijk Vauxhall. Het gebied werd algemeen bekend door de opening van de Vauxhall Pleasure Gardens.

## Geschiedenis

### Zelfstandig bedrijf
In 1857 begon Alexander Wilson met een fabriek voor scheepsmotoren. Zijn bedrijf kreeg de naam Vauxhall Iron Works. Hij verliet het bedrijf in 1892 en de nieuwe eigenaren besloten ook auto's te gaan produceren.
In 1903 kwam het eerste voertuig uit de fabriek. Het was een open vierpersoonswagen, met een eencilinder motor welke onder de achterbank was geplaatst. In 1907 werd de 12/14 HP met een driecilindermotor geïntroduceerd. In 1908 kwam de 20 HP uit. Deze auto won een betrouwbaarheidsrit over 2000 mijl, circa 3200 kilometer, en was ook de eerste auto die op het circuit van Brooklands sneller reed dan 100 mijl per uur. In 1922 werden 600 voertuigen verkocht en in 1924 was dit meer dan verdubbeld.

### Onder General Motors
Ondanks de goede verkopen ging in 1925 de directie akkoord met het overnamevoorstel van het Amerikaanse automobielconcern General Motors (GM). In 1930 werd Bedford opgericht als een dochteronderneming van Vauxhall. Bedford ging zich richten op de productie van vrachtwagens.
Toen de Tweede Wereldoorlog uitbrak werkten er zo'n 12.000 mensen in de Vauxhallfabriek te Luton. Al snel werd de productie van personenwagens gestaakt om oorlogsmaterieel te produceren. Bedford produceerde zo'n 250.000 vrachtwagens en de fabriek te Luton werd ingezet voor de productie van de Churchill tanks. Aan het einde van de oorlog waren er zo'n 6000 tanks geproduceerd. Onder leiding van GM was het bedrijf al voor de oorlog omgeschakeld op massaproductie en dit kreeg een extra impuls na het einde van de oorlog. In 1946 rolden de eerste personenwagen weer van de band.
Vanaf de jaren zestig gaat Vauxhall intensiever samenwerken met Opel, ook een dochteronderneming van GM, maar gevestigd in Duitsland. In 1963 werd de Vauxhall Viva geïntroduceerd, een kopie van de Opel Kadett. Voor de bouw van de Viva werd een nieuwe fabriek in Ellesmere Port gebouwd, ten zuidoosten van Liverpool. In 1975 volgde de Vauxhall Firenza, deze leek op zijn beurt weer veel op de Opel Manta. Om concurrentie tussen beide merken te voorkomen, werden Vauxhallauto's alleen nog maar verkocht in het Verenigd Koninkrijk en andere landen van het Britse Gemenebest.

### PSA Groupe/Stellantis
Op 6 maart 2017 werd bekend dat PSA Groupe zowel Vauxhall als Opel overneemt voor 2,2 miljard euro. Het Franse autoconcern heeft een overeenkomst bereikt met eigenaar General Motors.
Peugeot berekende de jaarlijkse synergievoordelen in 2026 op 1,7 miljard euro, waarvan het merendeel al in 2020 moet zijn gerealiseerd. De overname leidde eerder tot grote zorgen in Duitsland en Groot-Brittannië over mogelijk banenverlies, maar PSA heeft garanties gegeven voor behoud van werkgelegenheid en fabrieken. Ondanks deze toezegging, kondigde PSA in oktober 2017 het verlies van 400 banen aan in de fabriek van Ellesmere Port, op een totaal van 1800 medewerkers. Als reden voor de reductie werden de tegenvallende autoverkopen genoemd. In een jaar tijd is het marktaandeel van Vauxhall in het Verenigd Koninkrijk gedaald van 8,9% naar 7,3% in september 2017.
Op 31 oktober 2019 maakten Fiat Chrysler Automobiles en PSA Groupe hun voorgenomen fusie bekend. Op 16 januari 2021 werd alles formeel afgerond en gaat de nieuwe onderneming Stellantis van start.

## Vauxhallauto's
Vauxhall produceert voor het Verenigd Koninkrijk dezelfde typen als Opel op het Europese vasteland (Vauxhall Astra), Vauxhall Zafira met uitzondering van een paar typen die zijn aangepast of alleen door Opel geproduceerd worden/werden (Opel Corsa D en E 3 deurs modellen en Opel Adam (productie in Eisenach, Duitsland) en de Corsa D en E 5 deurs modellen (productie in Zaragoza, Spanje) en de Opel Karl / Vauxhall Viva (productie in Zuid-Korea, Changwon door GM Korea), Opel Mokka, Opel Crossland X, Opel Grandland.
Huidige Modellen (personenauto's):
- Ampera (elektrische auto met range extender)
- Corsa
- Astra
- Tour
- Meriva
- Zafira
- Antara
- Insignia
- Mokka
- Crossland
- Grandland

Huidige Modellen (bedrijfsauto's):
- Combo
- Vivaro
- Movano

Modellen niet meer in productie:
(sportuitvoeringen)
- Astra VXR
- Corsa VXR
- Insignia VXR
- Vectra VXR
- Monaro VXR
- VXR8 GTS
- Maloo

## Motorfietsen

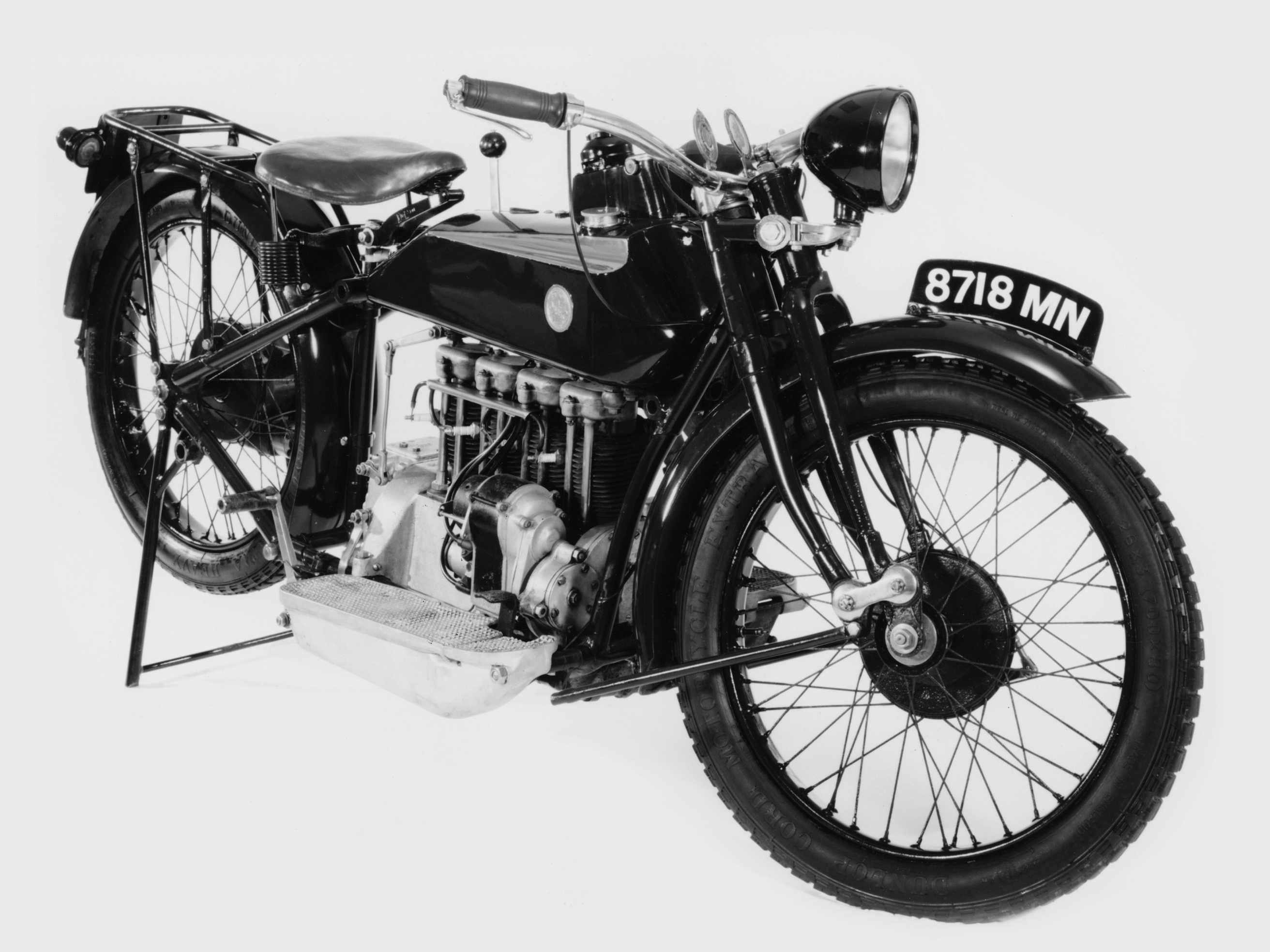
Vauxhall viercilinder van Frank Halford.

Vauxhall produceerde vanaf 1922 ook motorfietsen. Het eerste model was volledig door Frank Halford van Ricardo plc ontwikkeld. Het was een luchtgekoelde viercilinderlijnmotor van 931 cc. Bijzonder waren de treeplanken. Deze waren van aluminium. In de linker treeplank zat de uitlaat verborgen en in de rechter een gereedschapsbak. Dit moet de grondspeling wel aanzienlijk hebben beperkt.
De machine had asaandrijving en de beide wielen waren zeer gemakkelijk te demonteren. Tevens kon elke cilinder afzonderlijk afgenomen worden, zonder het blok uit te bouwen. Men kon ook gemakkelijk de koppeling en de versnellingsbak demonteren. In 1924 werd de productie beëindigd en de prototypen en onderdelen werden aan werknemers van de fabriek verkocht.